# Numedal

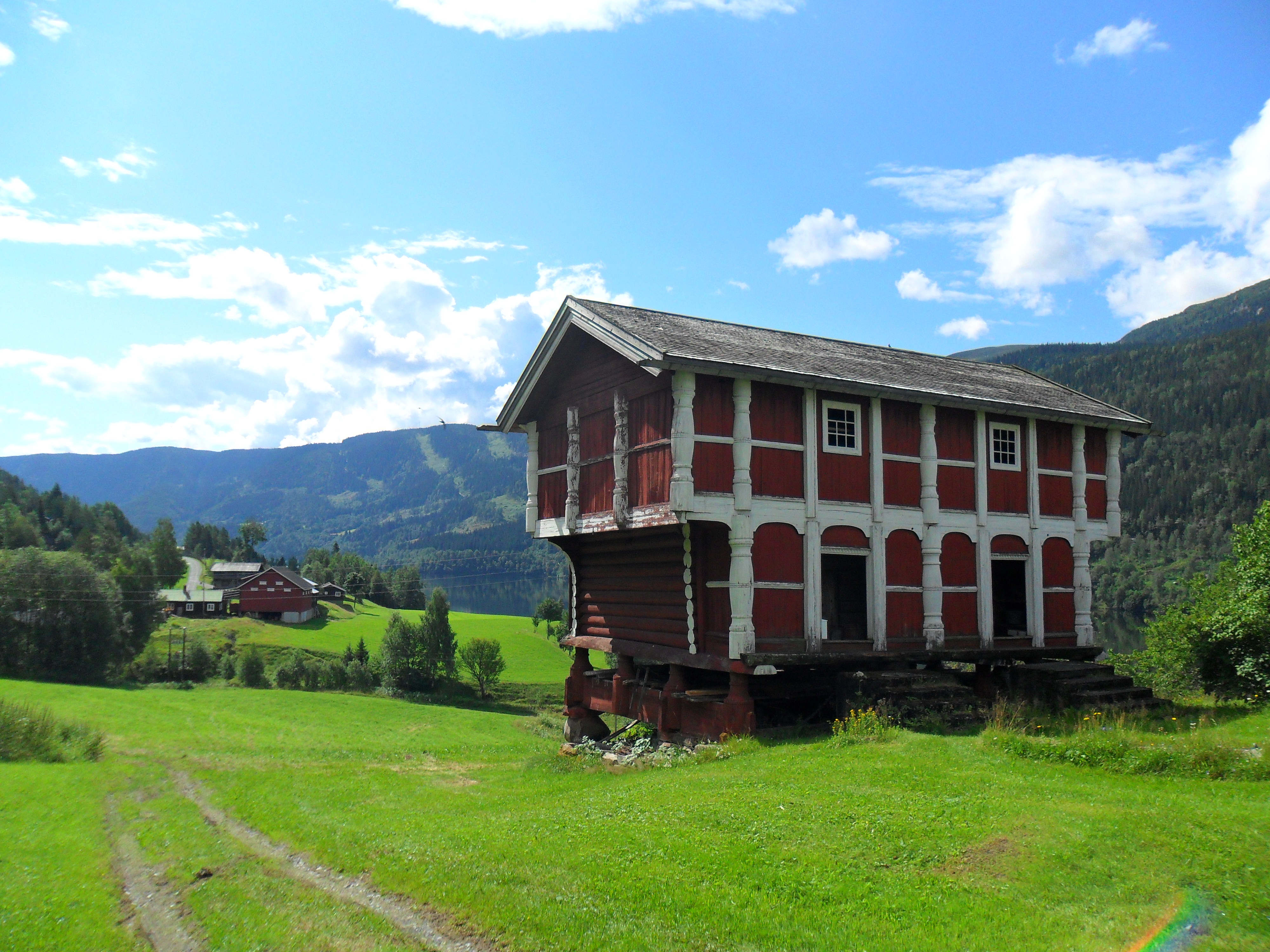
Kravik Mellom, mittelalterliches Haus in Nore og Uvdal (2011)

Numedal ist ein Tal im Fylke Buskerud in Norwegen.

## Geographie

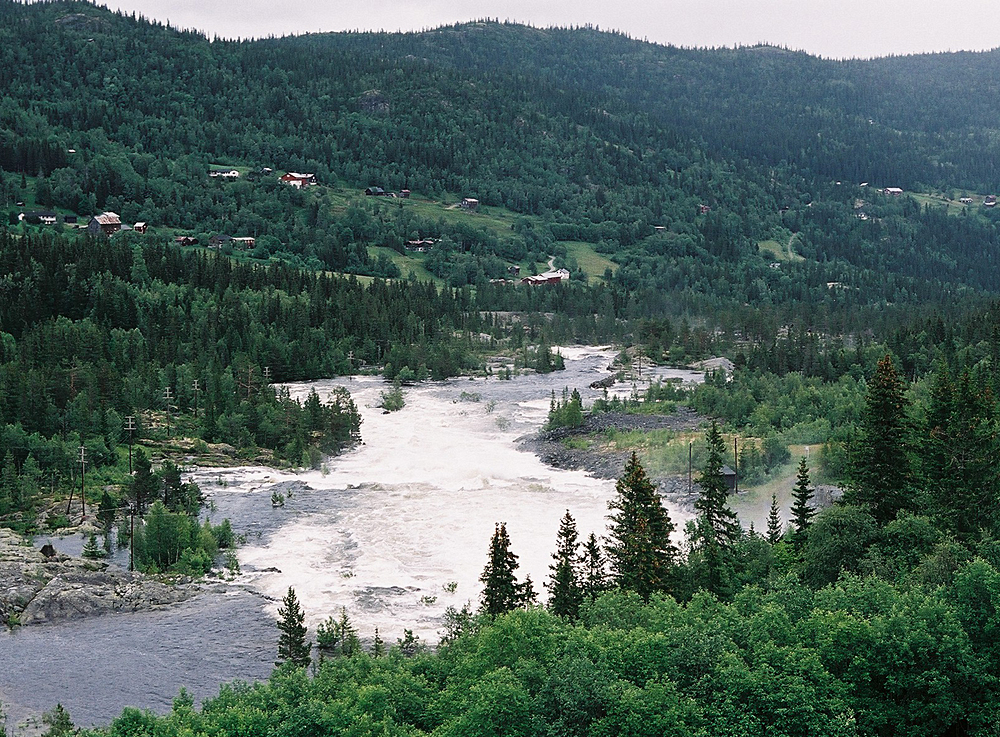
Numedalslågen bei den Norefallene (Wasserfälle, 2007)

### Lage & Grenzen
Numedal ist die südwestliche Region der großen Täler im Osten Norwegens und erstreckt sich entlang des Flusses Numedalslågen von Dagali im Nordwesten bis nach Kongsberg im Süden. Das Tal umfasst die vier Kommunen Kongsberg, Flesberg, Rollag und Nore og Uvdal, die sich alle im Fylke Buskerud befinden. Die größten Städte sind (von Nord nach Süd) Dagali, Uvdal, Rødberg, Nore, Veggli, Rollag, Flesberg, Lampeland, Svene und Kongsberg. Die Region grenzt im Westen an Tessungdalen und geht im Nordwesten in die Hardangervidda über. Im Norden und Nordosten schließt sich das Hallingdal an, im Osten grenzt das Eggedal und  südlich von Kongsberg geht das Numedal in das Langdal über.

### Berge & Gewässer
Das Tal wird durch steile Berge zu den Nachbarregionen abgegrenzt. Kleinere Hochebenen fallen steil ins Tal ab. Durchschnittlich liegt mehr als die Hälfte des Areals über 900 m über dem Meeresspiegel (norw. meter over havet; kurz moh).
Aus der Hardangervidda kommend durchfließt der Fluss Numedalslågen das gesamte Numedal. Hier durchquert er die Fjorde Tunnhovdfjord (736–716 moh), Norefjord (265 moh) und Kravikfjord (262 moh), bevor er ins Langdalen gelangt und schließlich bei Larvik in die Nordsee mündet.

### Geologie
Hauptsächlich findet sich im Numedal das sogenannte Grundfjell, das auch als Grundgestein bezeichnet wird. Es besteht aus präkambrischen Gesteinen und wird durch Gneise und Granite dominiert. Die Oberfläche wird häufig durch Sandböden bestimmt, es gibt aber auch Ton- und Lehmvorkommen. Im Südwesten bei Kongsberg sind Silbervorkommen gefunden worden. Diese bildeten sich in der Zeit des Perm und wurden bis 1957 abgebaut.

## Namensgeschichte
Die Namensherkunft ist nicht eindeutig geklärt. Einerseits könnte der Name Numedal vom Wort Nauma abstammen, welches der alte Name des Numedalslågen war. Andererseits könnte eine Verwandtschaft mit dem isländischen Wort naumr bestehen, welches eng oder schmal bedeutet. Des Weiteren kommt die Silbe nau oft in nautischen Begriffen vor, wie naust (norwegisch für Bootshaus) oder navis (lateinisch für Boot).

## Wirtschaft
Einen traditionellen Zweig der Wirtschaft im Numedal bildet die Forstwirtschaft. Sie macht heute 22 % der gesamten Wirtschaft aus. Nur 1 % stellt die Landwirtschaft. Einen weiteren wichtigen Wirtschaftszweig bildet die Wasserwirtschaft. Seit dem Jahr 1928 gibt es in Nore ein Wasserreservoir und das Wasserkraftwerk Nore 1, das zu dieser Zeit das größte Wasserkraftwerk Nordeuropas war. Heute sind mehrere Wasserkraftwerke im Numedal in Betrieb, beispielsweise Nore 1 und 2 und Uvdal 1 und 2. Darüber hinaus wird der Tourismus in der Region immer bedeutsamer. Dieser bezieht sich hauptsächlich auf die mittelalterliche Geschichte Numedals und Outdooraktivitäten, wie Jagen und Fischen. Wintersportgebiete befinden sich in Kongsberg und der Kommune Nore og Uvdal.

## Sehenswürdigkeiten

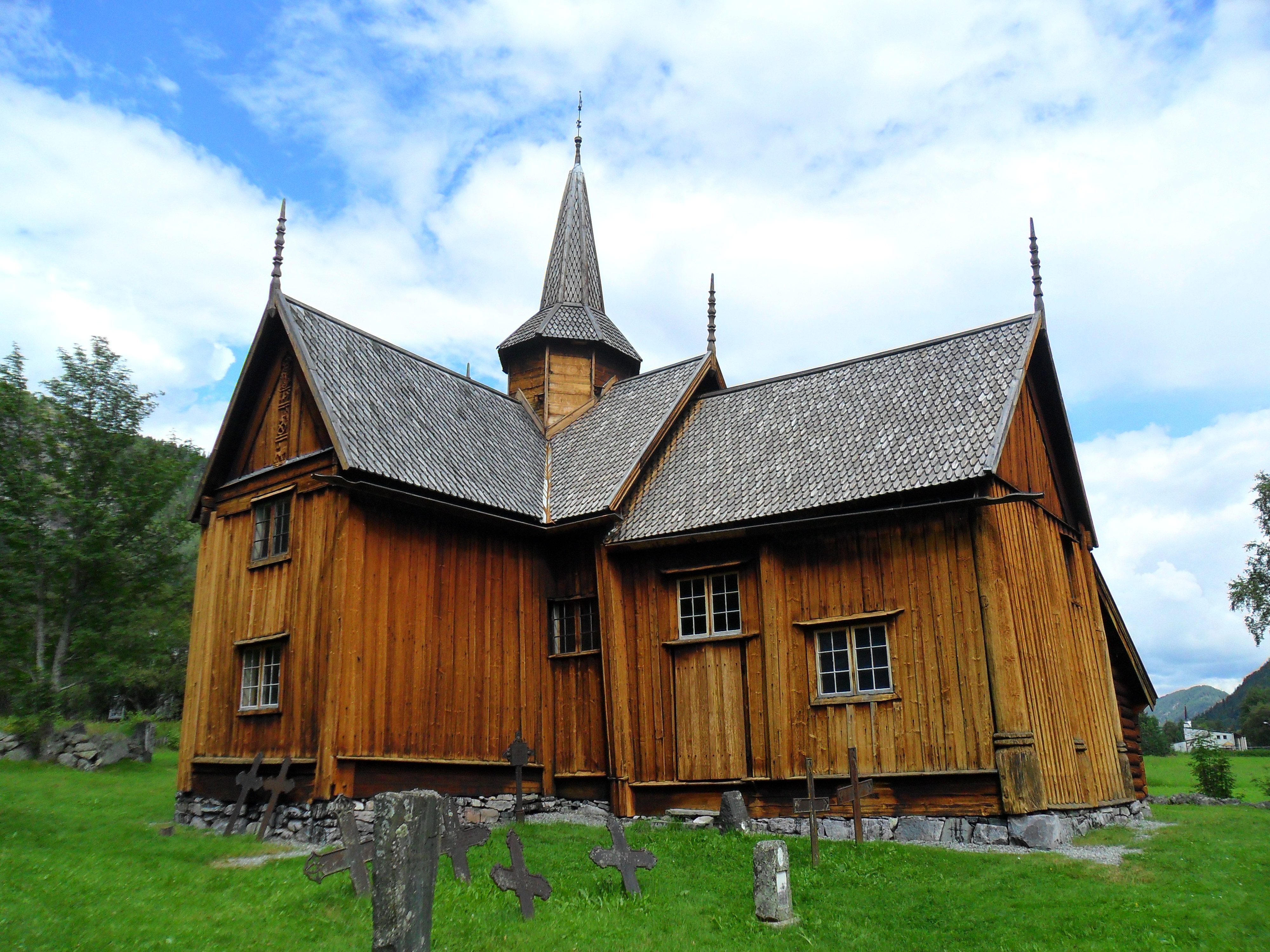
Stabkirche Nore (2011)

- Stabkirche Rollag
- Stabkirche Nore
- Stabkirche Uvdal
- Stabkirche Flesberg
- Gräberfelder von Frygne